# 南坪镇 (和龙市)
南坪镇，是中华人民共和国吉林省延边朝鲜族自治州和龙市下辖的一个乡镇级行政单位。该镇是1999年由原德化镇、芦果镇和勇化乡合并而成。仙景台国家级风景名胜区位于该镇内。

## 行政区划
南坪镇下辖以下地区：
友谊社区、南坪村、龙渊村、柳洞村、车厂村、高产村、芦果村、高岭村和兴化村。